# 周雁濱
周雁濱（1901年—?），是一位出身廣東開平的國民革命軍將領與實業家。

## 生平
1927年，周雁濱自維吉尼亞軍校畢業返回中國；在回國後，他不但要適應當局推行之中華民國國語以及各地的不同方言，更苦於四處尋覓不得工作機會。 
後來，他終於在國民革命軍中獲得職務，並曾參與北伐戰爭、剿共戰爭以及抗日戰爭；在抗日戰爭，他曾一度負傷，並在遭日軍俘虜六個月後逃脫。他在1935年5月敘任步兵中校；當時，他的職務是財政部稅警總團上校團長。1947年11月，他被授階為少將。
戰後，他率領軍事代表團前至香港，並在復員後於當地開辦餐館與學校。